# Lancaster House
Lancaster House (tidligere York House og Stafford House) er et palæ i St. James's i Londons West End. Palæet ligger ved siden af St. James's Palace, og det bruges af det britiske udenrigsministerium.

## Historie
Byggeriet af Lancaster House begyndtei 1825. Hertugen af York og Albany (prins Frederik August, søn af Georg 3. af Storbritannien, britisk og hannoveransk tronfølger 1820–1827) var bygherre.
Palæet stod ikke færdigt, da prins Frederik August døde i 1827, og byggeriet blev overtaget af markisen af Stafford.
I 1912 købte William Lever, 1. vicegreve Leverhulme palæet. William Lever var sæbefabrikant fra Bolton i Lancasterhire. Palæet skiftede nu navn til Lancaster House.
I 1913 forærede William Lever palæet til nationen. Nu bruges huset af udenrigsministeriet.

## Konferencer i Lancaster House
De første Lancaster House-konferencer fandt sted i 1957 og 1958. Konferencerne førte til forbundsstaten Nigerias uafhængighed i 1960.
Næste serie af Lancaster House-konferencer fandt sted i 1960, 1962 og 1963. Konferencerne førte til Kenyas uafhængighed i 1963.
Lancaster House-aftalen fra 1979 omdannede Rhodesia (tidligere Sydrhodesia) til Zimbabwe, der blev selvstændigt i 1980.
Lancaster House-traktaterne fra 2010 er to forsvarsaftaler mellem Storbritannien og Frankrig. Efter det britisk-fransk topmøde på Lancaster House underskrev præsident Nicolas Sarkozy og premierminister David Cameron traktaterne den 2. november 2010.
51°30′14″N 0°08′21″V / 51.503888888889°N 0.13916666666667°V